# Druk cyfrowy
Druk cyfrowy charakteryzuje się następującymi cechami:
- materiały przeznaczone do druku są dostarczane do urządzenia drukującego w postaci danych komputerowych,
- komputerowy zapis cyfrowy pozwala na druk bezpośredni lub poprzez nośnik pośredni,
- w przypadku występowania nośnika pośredniego obraz znajdujący się na nim jest kasowany i zapisywany na nowo po każdym cyklu drukowania,
- istnieje możliwość zmian dowolnych elementów graficznych lub tekstowych dla każdej kolejnej odbitki (personalizacja),
- w urządzeniu najczęściej brak formy drukowej (nie dotyczy risografii). Swoistą formą drukową jest sam zapis cyfrowy,
- obraz drukowy tworzony jest w cyfrowej maszynie drukarskiej i to bezpośrednio w miejscu, z którego rozpoczyna się druk.

## Metody druku cyfrowego
- elektrofotograficzne (laserowe)

Kontroler wydruku przerabia dane wejściowe na tzw. ramkę, która jest zrastrowanym, rozseparowanym zestawem danych o drukowanym obrazie. Na tej podstawie maszyna moduluje wiązkę laserową, która naświetla naładowany elektrostatycznie, kręcący się cylinder (fotoreceptor), pokryty odpowiednim materiałem światłoczułym, tworzy elektrostatyczny obraz utajony. Proszek barwiący (toner) zmieszany ze sproszkowanym ferromagnetykiem (zazwyczaj żelazem), zwanym nośnikiem (developer), jest zbliżany do powierzchni cylindra i przykleja się do niego w miejscach naświetlonych przez laser. Następnie proszek barwiący przenoszony jest na zadrukowywane podłoże (najczęściej papier, ale też folię przezroczystą lub barwioną, papier samoprzylepny lub papier do przenoszenia wydruków na inne przedmioty), i jest z nim zespalany termicznie. Metoda elektrofotograficzna wywodzi się z techniki stosowanej w kserokopiarkach i powstała w 1938 r. Metodę tę do druku cyfrowego zaczęto wdrażać pod koniec lat 80. XX w. Jeden z producentów, opracował specyficzne połączenie metody elektrofotograficznej z tradycyjną techniką offsetową: zamiast barwnika w proszku używana jest płynna farba, która z cylindra światłoczułego przenoszona jest na gumę offsetową, a z niej na podłoże drukowe. Stosowanie gumy offsetowej pozwala na druk na różnych podłożach, nawet takich, które nie są możliwe do zadrukowania przez maszyny pracujące w technologii druku elektrofotograficznego (np folie metalizowane lub nieodporne na wysoką temperaturę druki samokopiujące)
- jonografia (elektrografia)

Zasada druku podobna do metody elektrofotograficznej, z tą różnicą, że ładunek elektrostatyczny cylindra zmieniany jest za pomocą strumienia jonów.
- magnetografia

Obraz jest tworzony za pomocą gęstej siatki obwodów elektrycznych rozmieszczonych na cylindrze, wytwarzających pola magnetyczne. Proszek ferromagnetyczny tworzy obraz na cylindrze w miejscach działania pól magnetycznych.
- elkografia
- termografia
- ink-jet

Technologia stosowana w najpopularniejszych drukarkach komputerowych. Druk cyfrowy na maszynach wielkoformatowych można podzielić na:
- lateksowy

to druk barwnikami na bazie wody na tanich nośnikach na potrzeby biura bez użycia rozpuszczalników obniżających jakość wydruku. Natychmiastowe wydruki są ostre i gotowe do aplikacji, a co najważniejsze chronią środowisko naturalne oraz zdrowie człowieka.
- solwentowy

to druk barwnikami rozpuszczonymi w cykloheksanolu, odpornymi na warunki atmosferyczne. Dzięki temu druki mogą być przez wiele lat eksponowane na zewnątrz. Cykloheksanol jest toksycznym alkoholem o drażniącym działaniu i dlatego maszyny te charakteryzują się dużą uciążliwością dla środowiska.
- mildsolwentowy

zwany też solwentem miękkim, stosowane są farby o obniżonej ilości rozpuszczalników.
- ekosolwentowy

to druk farbami opartymi m.in. na kwasie mlekowym. Cechuje go wyższa rozdzielczość od druku twardego, mniejsza szkodliwość dla środowiska lecz niższa trwałość na warunki zewnętrzne.
- pigmentowy

To druk atramentami pigmentowymi, w których cząstki stałe zawieszone są w rozpuszczalniku – wodzie z dodatkiem glikolu etylowego. Charakteryzuje się stosunkowo dobrą odpornością na warunki fizyczne (woda, UV), ale ze względu na dosyć duże krople utrudnione jest uzyskiwanie wysokich rozdzielczości.
- barwnikowy

najczęściej stosowany rodzaj farby w których barwnik jest rozpuszczony w wodzie lub w innej substancji. Jest bardzo tani, ale najmniej trwały. Łatwo wypłukuje się z zadrukowywanych powierzchni, jest nieodporny na promieniowanie UV. Wydruk praktycznie zawsze wymaga foliowania.
- uv

to druk tuszami utwardzanymi promieniami UV. Cechuje go wysoka trwałość koloru, ale słaba trwałość mechaniczna - druk jest nanoszony powierzchniowo. Tusze UV są podobnie szkodliwe jak midsolwent. Ich zaletą jest możliwość druku białym kolorem i/lub lakierem.

## Zalety druku cyfrowego
- Realizacja zleceń "od ręki". Faza przygotowawcza trwa bardzo krótko i może odbywać się w trakcie drukowania innych zleceń.
- Jakość otrzymywanych druków jest znacznie wyższa od wydruków z typowej drukarki lub plotera i jest zbliżona do offsetu[1].
- Prędkość druku jest znacznie większa niż w typowych drukarkach komputerowych, choć trochę niższa od offsetu (dla typowych maszyn do druku cyfrowego pracujących w technice elektrofotograficznej zamyka się w przedziale od kilku do ok. 200 stron A4 / min)
- Możliwość druku na wielu różnych podłożach oraz w szerokim przedziale gramatur.
- Brak konieczności przygotowywania formy drukowej znacząco obniża koszty druku, szczególnie przy nakładach małych i bardzo małych, oraz daje bardzo krótki czas uzyskania pierwszej odbitki.
- Oszczędności z powodu braku druków próbnych. Pierwsza odbitka schodząca z maszyny jest odbitką nakładową.
- Cena druku wyłącznie jednej kopii oraz cena druku jednej kopii w dużym nakładzie jest taka sama, natomiast ceny rynkowe tych kopii, uwzględniające fazę przygotowawczą (obróbka komputerowa), różnią się między sobą niewiele, znacznie mniej niż w przypadku offsetu, i jest to w praktyce stosunek ok. 1:2 do 1:5 (dla offsetu byłby to stosunek o kilka rzędów wielkości większy).
- Każdorazowe odnawianie obrazu drukowego umożliwia personalizację wydruków, np. nadawanie każdej odbitce indywidualnego numeru seryjnego, stosowanie list adresowych itp.
- Nie ma przestojów pomiędzy kolejnymi zleceniami, a ich archiwizacja oraz ponowny druk są proste, szybkie i co bardzo ważne – powtarzalne.
- Całkowicie cyfrowa obróbka obrazu daje szereg możliwości, jak np. skalowanie, czy też łatwe i pełne zarządzanie kolorem.
- Możliwość stosowania wielu kolorów, w tym dodatkowych, oraz druku barwnego w różnych modelach koloru (CMYK, Hexachrome i in. oraz systemy własne producentów urządzeń).
- Nie ma typowego dla offsetu mycia zespołów farbowych w przypadku wymiany kolorów, a zamiana tonerów jest prosta i szybka.

## Wady druku cyfrowego
- Jakość druku cyfrowego jest niewiele, ale jednak zauważalnie gorsza od offsetu – szczególnie w pełnych kryciach, czyli aplach.
- Koszty druku cyfrowego plasują go do nakładów rzędu od jednej do kilkuset sztuk dla identycznej odbitki, gdyż przy większych nakładach wciąż bardziej opłacalny jest offset.
- Istotną wadą jest mały format papieru. Urządzenia do druku cyfrowego pracujące w technologii elektrofotograficznej większe od B3 wciąż jeszcze stanowią rzadkość.

## Kontrowersje dotyczące terminu "druk cyfrowy"
Powyżej podano cechy charakterystyczne druku cyfrowego. Jednak w praktyce termin ten jest nadużywany dla całego szeregu innych zastosowań, których wspólnym mianownikiem jest jedynie znaczący wkład komputera w procesie przygotowania formy drukowej. I tak, w sposób umowny, nazywa się drukiem cyfrowym także następujące technologie.
- Risografia – technologia polegająca na dostarczaniu do maszyny drukarskiej danych w postaci komputerowej. W technologii tej powstaje jednak wewnątrz urządzenia forma drukowa, która jest następnie automatycznie zakładana na zespół drukujący.
- CtPress – typowy druk offsetowy, w którym obraz drukowy jest nanoszony (i utrwalany jednorazowo w skali nakładu) na formę drukową zamocowaną już w zespole drukującym. CtPress to maszyna drukowa zintegrowana z CtP.
- Technologia CtP – technologia polegająca na komputerowym nanoszeniu obrazu drukowego bezpośrednio na formę drukową, ale poza maszyną drukarską.

## Podsumowanie
Druk cyfrowy stosuje się tam, gdzie nakłady są na tyle małe, że nie jest opłacalne stosowanie offsetu, jednak oczekiwana jest jakość zbliżona do niego. Wysoki poziom tej jakości widoczny jest nie tylko w druku kolorowym, ale nawet w przypadku samego czarnego tekstu. Typowe zastosowania druku cyfrowego to krótkie serie materiałów na konferencje, materiały reklamowe i biznesowe, raporty itp. oraz całe spektrum druków akcydensowych. Na szczególną uwagę zasługuje możliwość personalizacji druków. W stosunku do druku cyfrowego stosuje się te same technologie introligatorskie co w przypadku innych odmian druku.